# Perspectiva de género
La perspectiva de género es una categoría analítica que acoge todas aquellas metodologías y mecanismos destinados al «estudio de las construcciones culturales y sociales propias para los varones y las mujeres, lo que identifica lo masculino y lo femenino» con el trasfondo de la desigualdad entre generaciones en todas las clases sociales. Se le denomina también "enfoque de género", "visión de género", y "análisis de género", aunque aún se considera que existen imprecisiones en el uso de estos términos. Su origen se remonta al documento emanado de la Cuarta Conferencia sobre la Mujer celebrada en Pekín en 1995, instancia en la que se utilizó por primera vez como elemento estratégico para promover la igualdad entre mujeres y hombres. Tal lógica incitó el surgimiento de una serie de incorporaciones y debates en torno al rol de la mujer en dicho marco, aunque enfoques recientes incluyen también estudios sobre los hombres y lo masculino, o su análisis desde el lesbianismo, el masculinismo y la homosexualidad.
La Cuarta Conferencia Mundial sobre la Mujer se celebró en Pekín, en 1995. Los Estados se comprometieron a garantizar a las mujeres el acceso equitativo a oportunidades sociales, económicas, políticas, laborales, educativas, culturales y de salud. La primera Conferencia Mundial de la Mujer, se llevó a cabo en 1975 por la Asamblea General de las Naciones Unidas, celebrada en México, a raíz de la declaración del Año Internacional de la Mujer.
La Asamblea General de las Naciones Unidas, posteriormente proclamó el Decenio de las Naciones Unidas para la Mujer, entre 1976 y 1985 para promover la equidad de género y la disminución de la discriminación hacia las mujeres en ámbitos de la vida cotidiana donde la mujer comenzaba a tener mayor participación. 
Esta perspectiva busca examinar el impacto del género en las oportunidades de las personas, sus roles sociales y las interacciones que llevan a cabo con otros. La perspectiva de género pretende desnaturalizar, desde el punto de vista teórico y desde las intervenciones sociales, el carácter jerárquico atribuido a la relación entre los géneros y mostrar que los modelos de varón o de mujer, así como la idea de heterosexualidad obligatoria son construcciones sociales que establecen formas de interrelación y especifican lo que cada persona, debe y puede hacer, de acuerdo al lugar que la sociedad atribuye a su género.[cita requerida]

## Género
El género es la categoría de análisis que permite descifrar el orden sociocultural pre-configurado sobre la base del sexo. Es decir, analiza la construcción simbólica de los atributos asignados a las personas a partir de su sexo, tratando de indagar en las características físicas, económicas, sociales, psicológicas, eróticas, jurídicas, políticas y culturales definidas, casi de manera genérica, cuando el sujeto nace.
El género, en un sentido amplio, se refiere a «los roles socialmente construidos, comportamientos, actividades y atributos que una sociedad considera como apropiados para hombres y mujeres» y no configura una ontología (teorías sobre el ser) o una epistemología (teorías del conocimiento) de un individuo, pero sí la maquinaria intelectual con la que se perciben las cosas, atribuyendo significados cargados de género.
Así, en síntesis, el género es una construcción social y no un término destinado a explicar la separación de roles natural e inherente a la condición biológica de los sujetos —características anatómico-fisiológicas—, por lo que la analogía o sinonimia semántica entre los términos «género» y «sexo» sería errónea.

## Estudios de género
Los estudios de género, como perspectiva de frontera, corroen los modos naturalizados de ver los objetos adquiridos a lo largo de la formación disciplinaria produciendo una mirada diferente sobre los objetos considerados habitualmente y sobre la manera de tratarlos. Lo que se pone en cuestión con la perspectiva de género es la presunta armonía preestablecida entre división y visión del mundo poniendo, de este modo, en crisis las evidencias.
Estela Serret Bravo y colaboradoras, definen la perspectiva de género como “un punto de vista a partir del cual se visualizan los distintos fenómenos de la realidad (científica, académica, social o política), que tiene en cuenta las implicaciones y efectos de las relaciones sociales de poder entre los géneros (masculino y femenino, en un nivel, y hombres y mujeres en otro)” (p. 15); “[…] una noción feminista que ha sido generada para cuestionar el carácter esencialista y fatal de la subordinación de las mujeres” (p. 54). La perspectiva de género sirve, señalan, para “cambiar la percepción social y la autopercepción del significado de ser mujer” (p. 53); resolver “con efectividad los severos problemas que en todos los niveles de nuestra vida social se derivan de la subordinación” (p. 54), y con ello, alcanzar la igualdad entre los géneros (p. 151). 
Otro hecho evidente en nuestra sociedad, relacionado con el Derecho al trabajo, es la segregación basada en el sexo: las mujeres son aceptadas preferentemente en puestos de trabajos asociados a los roles tradicionalmente asignados al Sexo femenino, como el trabajo doméstico, entre otros. Joan W. Scott, Jill K. Conway y Susan C. Bourque en su artículo “El concepto de género” señalan que este fenómeno está relacionado con la visión de Talcott Parsons —que para la década de los 60 predominaba en las sociedades modernas— donde los roles de género, para garantizar la funcionalidad social, estaban perfectamente diferenciados, por un lado, la capacidad del hombre para el trabajo instrumental —público, productivo, o gerencial— por otro, la habilidad de la mujer para manejar el hogar y la familia.[cita requerida]

## Perspectiva de género en la aplicación de las leyes
Proceso analítico-jurídico que, partiendo del reconocimiento de la existencia de desigualdades sistémicas entre hombres y mujeres que, en su mayoría, se perpetúan a través de los estereotipos de género, establece mecanismos correctores en virtud de los cuales se adoptan soluciones equitativas con el objetivo de lograr la igualdad real.

## Por países

### México
La legislación relacionada en México es la Ley General de Acceso de las Mujeres a una Vida Libre de Violencia, Plan Nacional de Desarrollo de 2007 a 2012, Programa Nacional para la Igualdad de Oportunidades y no Discriminación contra las Mujeres 2009 a 2012.
Dos encuestas hechas en México en los años 2003 y 2006 revelaron que, en esas fechas, las mujeres consultadas dependían de la opinión de sus esposos para poder realizar actividades a las que tenían derecho, como ciudadanas o como individuos. Como muestra, el 56% de las entrevistadas declaró que "su esposo o pareja decidía si ellas podrían trabajar”.

### Estrategias de igualdad de género
En México se presentó "El Programa de las Naciones Unidas para el Desarrollo (PNUD)" el cual propuso la estrategia de Igualdad de género 2023-2025, enfocada en promover el empoderamiento de las mujeres, siendo de suma importancia en un país históricamente desigual en cuestión de género, lo que se ha traducido en  niveles exorbitantes de violencia. En 2019, la ONU, citando un informe oficial, resalta que en México 3,825 mujeres fueron víctimas de feminicidios.
La estrategia propone 5 puntos esenciales:
1. Emplear un enfoque basado en el género para examinar las funciones y la organización de la oficina.
2. A partir de este examen, identificar diferencias que se convierten en discriminación y disparidades de género entre hombres y mujeres, tanto dentro como fuera del entorno laboral.
3. Establecer y comunicar medidas concretas en todos los niveles institucionales para reducir las disparidades de género y avanzar hacia la igualdad de género.
4. Contribuir a cambiar las relaciones desiguales entre géneros y las estructuras que perpetúan la desigualdad.
5. Revaluar las prioridades de la oficina para integrar efectivamente la igualdad de género en las prácticas laborales.